# SUPER BETTER DOG
「SUPER BETTER DOG」（スーパーベタードッグ）は、SUPER BUTTER DOGのベストアルバム（制作側はベターアルバムと称している）。「SUPER BETTER BETTER DOG」（スーパーベターベタードッグ）についても本項にて記述する。

## 概要
本来2作品は同時発売の予定だったが、製作上の都合で発売が2週間ずれた。

## 収録曲

### SUPER BETTER BETTER DOG
太文字はSUPER BETTER DOGにも収録されている曲。

#### DISC1
1. 犬にくわえさせろ
2. 真夜中のスーパーフリーク
3. ゆっくりまわっていくようだ
4. かけひきのジャッヂメント
5. 終電まぎわのバンヂージャンプ
6. メロディーの毛布にくるまって
7. 窓の外は風おどる
8. チョコレート・ジャムズ
9. まわれダイヤル
10. 踊る人たち
11. ヒマワリ
12. 外出中
13. コード
14. 5秒前の午後

#### DISC2
1. コミュニケーション・ブレイクダンス
2. YO!兄弟
3. ボク・モード キミ・モード
4. マッケンLO
5. FUNKYウーロン茶
6. FUNKY労働者
7. セ・ツ・ナ
8. Rainyway
9. 日々GO GO
10. 五十音
11. O.K
12. サヨナラCOLOR
13. 風土
14. あいのわ
新曲。映画「闘茶 tea fight」主題歌。
15. 明日へゆけ

### SUPER BETTER DOG
1. 犬にくわえさせろ
2. ゆっくりまわっていくようだ
3. 終電まぎわのバンヂージャンプ
4. まわれダイヤル
5. 踊る人たち
6. 外出中
7. 5秒前の午後
8. コミュニケーション・ブレイクダンス
9. FUNKYウーロン茶
10. セ・ツ・ナ
11. サヨナラCOLOR
12. あいのわ
13. 明日へゆけ

## 演奏
SUPER BETTER BETTER DOG
- 永積タカシ：Vocal, Chorus, Guitars
- 竹内朋康：Guitars, Chorus
- TOMOHIKO：Bass, Chorus
- 沢田周一：Drums
- 池田貴史：Keyboards, Chorus

Disc 1 
- MEG：Chorus (#1-12)
- 栗原健：Saxophone (#4-8)
- 鈴木寛：Manipulation (#7)

Disc 2 
- 池田貴史：Strings Arrangement (#11)
- 桜井慎一：Percussion (#2)
- 高野寛
  - Percussion (#9.10)
  - Strings Arrangement (#11.12.13.15)
- TOMOMI & KASUMI：Chorus (#10)
- 金原千恵子ストリングス：Strings (#11.12.13.15)